# Emiliano Martínez
Damián Emiliano Martínez Romero (Mar del Plata, 2 de septiembre de 1992), más conocido como Dibu Martínez o simplemente Dibu, es un futbolista argentino que juega de arquero en el Aston Villa de la Premier League.
Pasó por las divisiones inferiores de Club Atlético Independiente, las que dejó en 2009, para ser fichado por el Arsenal, de Inglaterra, con el que firmó su primer contrato como profesional en 2012. Fue transferido a préstamo a Oxford United para disputar un partido que definía el ascenso a la tercera división del fútbol inglés, pero debido a la derrota el contrato no se prolongó. En 2013 fue cedido a Sheffield Wednesday hasta 2014, y cuando regresó a Arsenal logró debutar en un partido de Liga de Campeones de la UEFA. Más adelante tendría un paso por Wolverhampton United, Getafe y Reading, todos en condición de préstamo. En 2020 retornó al Arsenal y a pesar de que tuvo excelentes actuaciones, fue transferido en septiembre a Aston Villa en un valor que lo convirtió en el arquero argentino más caro de la historia.
Debutó con la selección de fútbol de Argentina disputando partidos del Campeonato Sudamericano y la Copa Mundial de Fútbol en 2009 en la categoría sub-17. Con la selección mayor hizo su debut en 2021, en un partido de las eliminatorias sudamericanas frente a Chile. Participó por primera vez de la Copa América y se consagró campeón tras vencer a Brasil en la final. Fue determinante en varios partidos de la competición y por esa razón ganó el premio al mejor arquero. El 1 de junio de 2022, se volvió a consagrar campeón con la selección argentina tras vencer a Italia en la Copa de Campeones Conmebol-UEFA.
Su primera participación en una Copa Mundial de Fútbol se dio ese mismo año, en Catar. A lo largo de la competición tuvo grandes atajadas, que contribuyeron a que Argentina obtuviera la Copa. El partido final se definió por tiros desde el punto penal, en los que fue figura, convirtiéndose así el seleccionado argentino en campeón del mundo.
Gracias a su actuación en el Mundial de 2022, Emiliano Martínez ganó el The Best FIFA como el mejor arquero del mundo en 2022 recibiendo el Guante de Oro y el Trofeo Yashin en 2023, siendo así el primer arquero argentino en ganar dichos premios. En la Copa América 2024, su cuarto título con la selección Argentina, fue galardonado como el mejor arquero del torneo obteniendo el guante de oro.

## Trayectoria

### Inicios
En sus inicios vistió las camisetas de General Urquiza, Talleres (a cuadras del Colegio Sagrada Familia, al que concurría, en su barrio) y San Isidro, todos clubes marplatenses. A los diez años hizo pruebas en River Plate y Boca Juniors, donde no fue considerado, y volvió al fútbol marplatense, en el que se desempeñó hasta los trece años, para luego probarse en Independiente, en donde fue aceptado y formó parte de las divisiones inferiores hasta 2009.

### Arsenal
En 2009 el Arsenal mostró interés en él, tras su participación con la selección argentina sub-17 en el Campeonato Sudamericano Sub-17 de 2009 Fue comprado a Independiente en abril de 2009 (a los dieciséis años) por una suma cercana a los 500 mil euros por el 65 % de su pase.
Luego de dos años en la reserva del Arsenal, en mayo de 2012 fue prestado al Oxford United, para disputar un partido de los playoffs para el ascenso a la League One. El partido terminó 3-0 a favor del rival, Port Vale. En caso de que el partido se hubiera ganado, el contrato de Martínez se habría prolongado hasta el final de la temporada, sin embargo, debido a la derrota, esto no sucedió.
La titularidad le resultó esquiva en el Arsenal, teniendo por delante a arqueros como Manuel Almunia, Łukasz Fabiański, Wojciech Szczęsny y Vito Mannone, entre otros. No fue sino hasta el 26 de septiembre de 2012 que obtuvo la titularidad en un partido con los Gunners, en una victoria contra el Coventry City 6-1 correspondiente al partido de la tercera ronda de la Capital One Cup, avanzando así a los octavos de final de la misma.

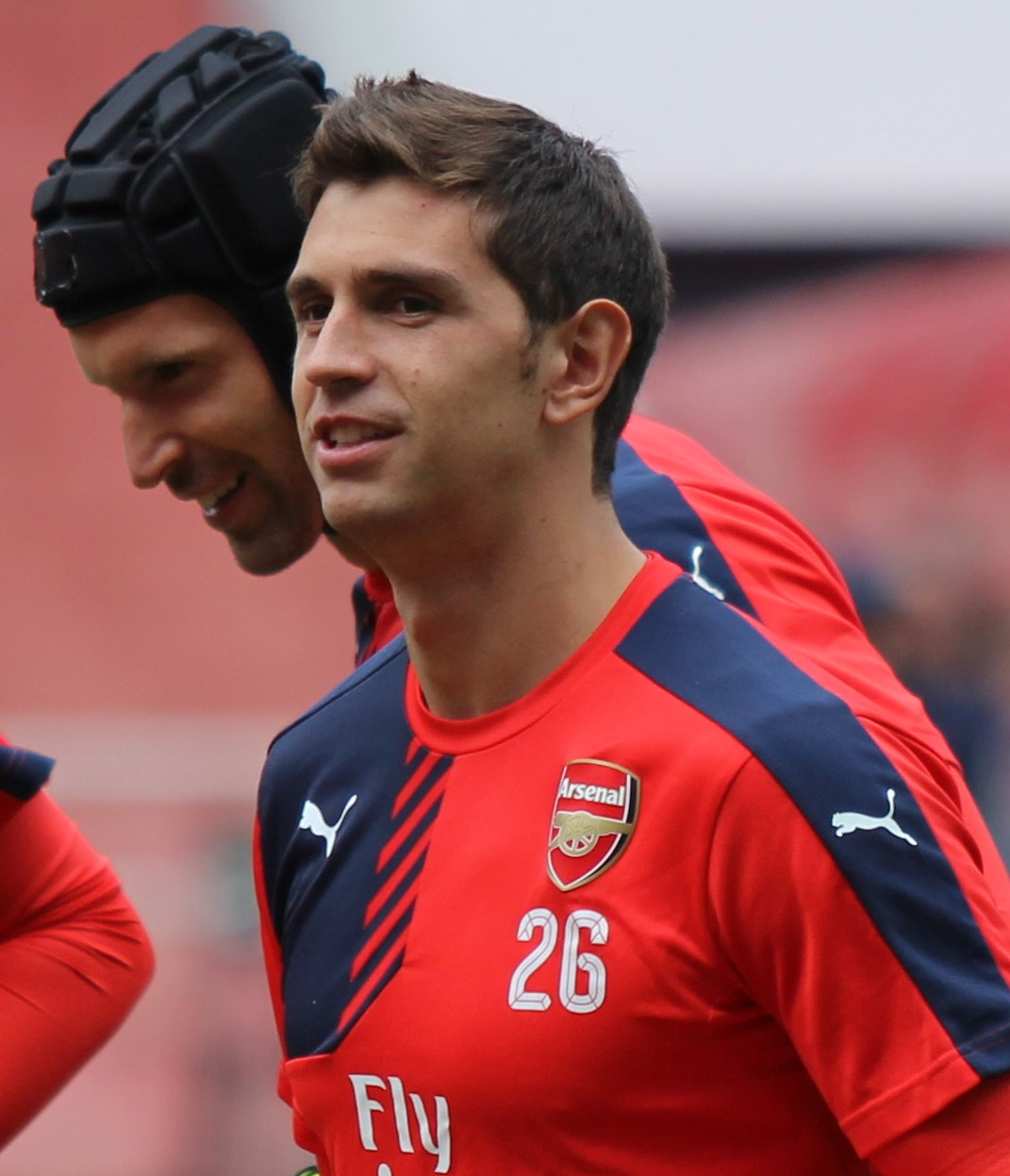
Martínez en el evento Arsenal Members Day, con el Arsenal, en julio de 2015.

### Sheffield Wednesday
El 15 de octubre de 2013 Martínez fue cedido a préstamo al Sheffield Wednesday de la Championship inglesa por veintiocho días, sin embargo, el 14 de noviembre el Arsenal anunció que el préstamo se extendía hasta el 1 de enero de 2014. Debutó para el Sheffield Wednesday el 23 de noviembre de 2013 contra el Huddersfield Town A. F. C. Posteriormente el préstamo fue extendido hasta el final de la temporada.
Al regresar al Arsenal para la temporada 2014-15, estuvo en el banquillo en el triunfo en la Community Shield el 14 de agosto de 2014, ante el Manchester City por 3-0 en Wembley. Jugó su primer encuentro con el Arsenal en la Liga de Campeones de la UEFA en la fase de grupos contra el R. S. C. Anderlecht, donde la victoria fue para el equipo inglés por 2-1.
Debido a las lesiones de Wojciech Szczęsny y David Ospina, fue titular contra el Borussia Dortmund el 26 de noviembre en el Emirates Stadium, en la victoria por 2-0. Su actuación consiguió situarlo en el equipo de la semana de la UEFA. Jugó nuevamente en la Premier League como titular el 29 de noviembre frente al West Bromwich Albion, y luego contra el Southampton cuatro días después. Mantuvo su arco a cero en ambos encuentros.

### Rotherham United
El 20 de marzo de 2015 se unió al club de la Championship Rotherham United como préstamo de emergencia hasta el final de la temporada. Debutó al día siguiente contra el Sheffield Wesdnesday, donde recibió dos goles en el tiempo extra perdiendo por 2-3 de local.

### Wolverhampton Wanderers, Getafe y Reading
El 2 de agosto de 2015 fue cedido a préstamo al Wolverhampton Wanderers de la Championship por toda la temporada. En total estuvo dos años exactos en el equipo inglés logrando sumar quince partidos con el mismo.
El 2 de agosto de 2017 fue cedido a préstamo al Getafe LaLiga por toda la temporada. Sumó siete partidos en el mismo.
El 23 de enero de 2019 fue cedido a préstamo hasta final de temporada al Reading. Debutó seis días después en el empate a uno ante el Bolton Wanderers. Regresó al Arsenal al término de la temporada 2018-19.

### Retorno al Arsenal y consolidación
Con la retirada de Bernd Leno por lesión durante la primera parte de la derrota del Arsenal ante el Brighton & Hove Albion el 20 de junio de 2020, Martínez salió del banquillo para hacer su primera aparición en la Premier League desde la temporada 2016-17. Esto hizo que terminara la temporada como portero titular del club y fue muy elogiado por una serie de actuaciones estelares, y el ex-delantero del Arsenal Ian Wright lo describió como "dominante" y que había jugado "brillantemente" durante su prolongada estancia en el equipo.

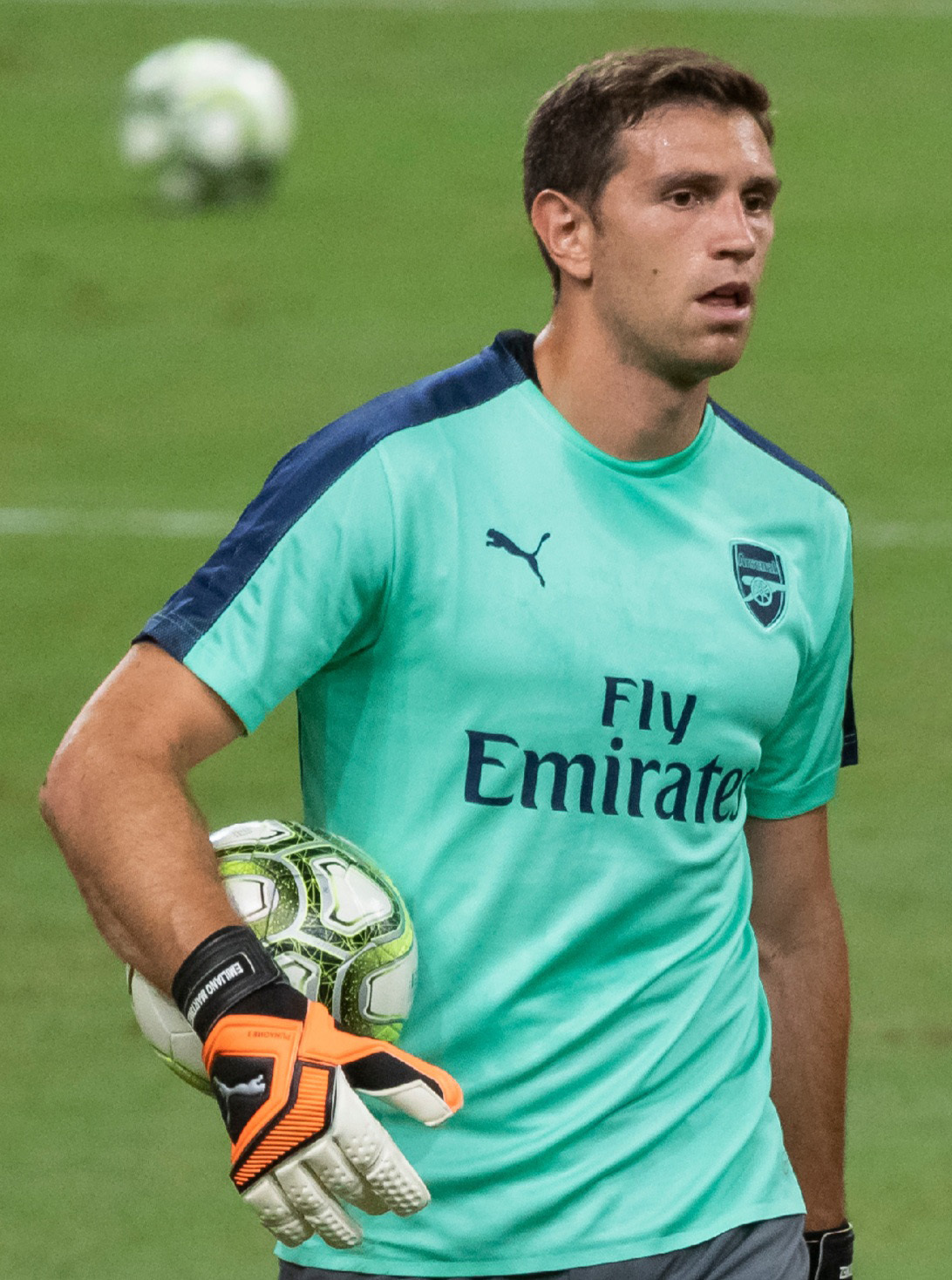
Martínez en 2018 previo al encuentro con el Paris Saint-Germain, que terminaría 5:1 a favor del Arsenal.

El 1 de agosto, Martínez fue seleccionado para ser titular en la final de la FA Cup contra el Chelsea, y realizó algunas paradas cruciales para ayudar al Arsenal a ganar su 14.ª FA Cup; tras levantar el trofeo se mostró visiblemente emocionado y se le saltaron las lágrimas.
Fue titular en el partido de la Community Shield contra el Liverpool el 29 de agosto, en que el Arsenal ganó en los penaltis. Tras el partido, se especuló mucho con la posibilidad de que Martínez dejara el club con el regreso de Bernd Leno y el propio jugador declaró que quería quedarse en el club y ser el portero titular o marcharse de forma definitiva. Ante el interés de varios clubes de la Premier League y extranjeros, como el Aston Villa y el Brighton & Hove Albion, Martínez se quedó fuera de la convocatoria para enfrentarse al Fulham en la primera jornada de liga.

### Aston Villa
El 16 de septiembre de 2020 fue traspasado al Aston Villa, otro club de la Premier League, en una operación que alcanzó los veinte millones de libras, convirtiéndolo de esta manera en el arquero argentino más caro de la historia. El 21 de septiembre debutó con el Villa deteniendo un penal a John Lundstram en la victoria por 1-0 en casa contra el Sheffield United.
En su primera temporada en el Aston Villa igualó el récord de imbatibilidad del club de Brad Friedel en una temporada, con 15 además de ser elegido Jugador de la Temporada del Aston Villa y haber logrado el tercer puesto de entre los mejores porteros de la temporada en la Premier League, detrás del senegalés Édouard Mendy (16) y el brasileño Ederson (19), respectivamente.
En la temporada 2022-23, fue titular en 36 de 38 partidos que disputó el Aston Villa en la Premier League, recibiendo un total de 38 goles y logrando 98 paradas, con una media de 72% de efectividad.
En abril de 2024, Aston Villa eliminó a LOSC Lille en el marco de los cuartos de final de la UEFA Europa Conference League, en ese partido Martínez fue clave con sus atajadas y también retuvo dos disparos en la tanda de penaltis. El encuentro finalizó 2:2 y 4-3 en penales. Martínez no pudo disputar el encuentro de ida en las semifinales frente a Olympiakos por la acumulación de doble amarilla en el partido frente al Lille.
Junto con el equipo lograron terminar la temporada 2023/2024 por la Premier League con un histórico cuarto lugar, quedando solo por detrás del campeón Manchester City. Liverpool y Arsenal. Esto significo el retorno del Aston Villa a la Liga de campeones de la UEFA luego de 40 años, coincidiría que en la edición 2024/2025 se estrenaría su nuevo formato.
El 2 de octubre de 2024 por la segunda fecha del torneo continental, el Aston Villa recibiría al histórico Bayern Múnich, Emiliano hizo un gran partido protagonizado un total de 7 atajadas y manteniendo su arco en cero, esto significo una victoria histórica del Villa sobre los bávaros, Emiliano junto al equipo se clasificaron a los cuartos de final tras vencer al Club Brujas en octavos de final en su retorno a la competencia continental.

## Selección nacional

### Juveniles
Debutó en el seleccionado de fútbol sub-17 de Argentina y formó parte del Sudamericano Sub-17 de 2009 donde recibió 4 goles en 5 partidos y llegó a la final empatando 2:2 y cayendo 5:6 en la serie de penales con el seleccionado sub-17 de Brasil. También participó en el Mundial Juvenil Sub-17 de 2009, donde en octavos de final el seleccionado Argentino cayó por 3:2 frente a Colombia y quedó eliminada.

### Absoluta
Fue convocado a la selección absoluta de Argentina en sustitución de Oscar Ustari para enfrentar a Nigeria en junio de 2011. Recibió su segunda convocatoria con la absoluta ante Alemania y Ecuador el 9 y 13 de octubre de 2019; pero fue suplente en ambos amistosos.

#### Debut y Copa América 2021
Debutó como internacional el 3 de junio de 2021, en un empate 1:1 con Chile en un partido de clasificación para la Copa Mundial de Fútbol de 2022. Posteriormente, el 14 de junio, debutó en competición oficial en un gran torneo, de nuevo en un empate 1:1 contra el mismo rival, en el partido inaugural de su equipo en la Copa América 2021, disputado en el estadio Olímpico Nilton Santos de Brasil. En el minuto 57, detuvo un penal a Arturo Vidal, pero no pudo evitar que Eduardo Vargas marcara en el rechace. El 6 de julio detuvo tres penales en la victoria por 3-2 de Argentina sobre Colombia en la tanda de penales de la semifinal del torneo. En la final, Argentina se impuso a Brasil (1:0), y el guardameta no concedió ningún gol. También recibió el Guante de Oro de la Copa América 2021 como mejor portero del torneo por sus actuaciones.

#### Finalíssima 2022
El 1 de junio de 2022, Martínez, consiguió su segundo título con el seleccionado absoluto manteniendo su portería en cero en la victoria por 3:0 de Argentina frente a Italia, vigente campeona de Europa, en la Finalísima 2022 disputada en el estadio de Wembley.

#### Copa Mundial de la FIFA 2022

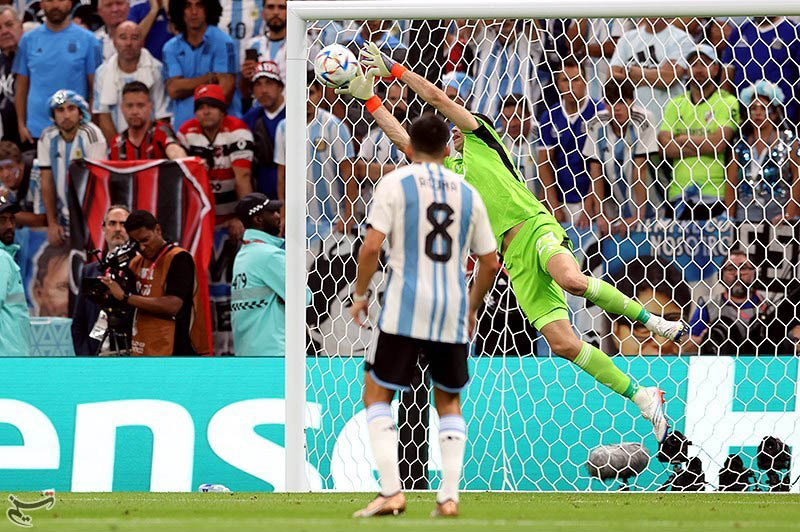
Martínez (de verde) atajando un disparo con la camiseta de en la Copa Mundial de la FIFA 2022

Fue incluido en la convocatoria de Argentina para la Copa Mundial de la FIFA Catar 2022 y jugó todos los partidos de su equipo. Detuvo dos penaltis en la tanda de penaltis contra los Países Bajos en los cuartos de final, ayudando a su equipo a pasar a las semifinales. En la final detuvo un disparo en un 1 contra 1 con Randal Kolo Muani en el último minuto de la prórroga para forzar el partido a la tanda de penaltis. Más tarde detuvo un penalti a Kingsley Coman en la tanda de penales, ayudando a Argentina a ganar el torneo mediante una victoria por 4:2 en la tanda después de que el partido hubiera terminado en empate a 3:3 tras la prórroga. Ganó el Guante de Oro por su actuación en el torneo.
El 27 de febrero de 2023 fue premiado como el Premio The Best FIFA al mejor portero de Fútbol Masculino del año 2022 por sus buenos desempeños con el seleccionado argentino.

#### Copa América 2024

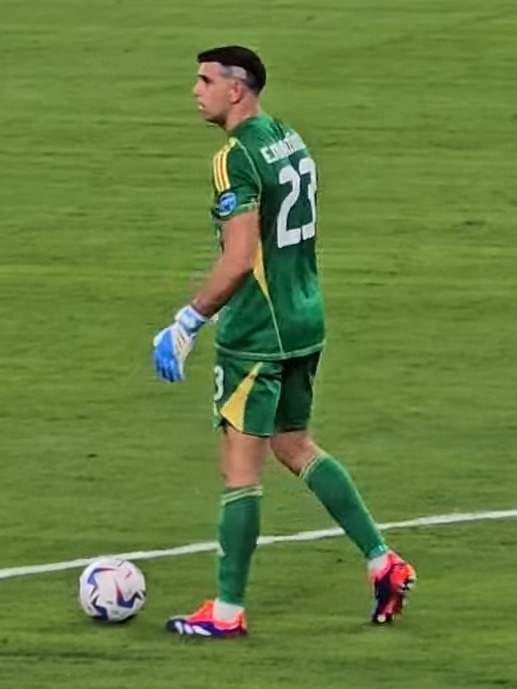
Martínez en la semifinal de la Copa América 2024 ante Canadá.

Sería uno de los seleccionado por Lionel Scaloni para participar en la Copa América 2024, siendo indispensable para los cuartos de final ante Ecuador, parando 2 penales para clasificar a semifinales. Finalmente, se consagró campeón de la Copa América 2024, siendo la 2.ª Copa América que conquista, tras vencer la final por 1 gol a 0 a Colombia. Además, fue nombrado mejor portero del torneo por segunda vez consecutiva.

### Estadísticas de participación

#### Participaciones en Sudamericanos
| Torneo                   | Sede  | Resultado  | Partidos | GC | VI |
| ------------------------ | ----- | ---------- | -------- | -- | -- |
| Sudamericano Sub-17 2009 | Chile | Subcampeón | 5        | -4 | 2  |
| Total                    | Total | Total      | 5        | -4 | 2  |

#### Participaciones en Copas Mundiales de la FIFA
| Torneo                              | Sede     | Resultado        | Partidos | GC  | VI |
| ----------------------------------- | -------- | ---------------- | -------- | --- | -- |
| Copa Mundial de la FIFA Sub-17 2009 | Nigeria  | Octavos de final | 3        | -4  | 1  |
| Copa Mundial de la FIFA Sub-20 2011 | Colombia | Cuartos de final | 0        | 0   | 0  |
| Copa Mundial de la FIFA 2022        | Catar    | Campeón          | 7        | -8  | 3  |
| Total                               | Total    | Total            | 10       | -12 | 4  |

#### Participaciones en Copas América
| Torneo            | Sede           | Resultado | Partidos | GC | VI |
| ----------------- | -------------- | --------- | -------- | -- | -- |
| Copa América 2021 | Brasil         | Campeón   | 6        | -2 | 4  |
| Copa América 2024 | Estados Unidos | Campeón   | 6        | -1 | 5  |
| Total             | Total          | Total     | 12       | -3 | 9  |

#### Participaciones en Copa de Campeones Conmebol-UEFA
| Torneo           | Sede    | Resultado | Partidos | GC | VI |
| ---------------- | ------- | --------- | -------- | -- | -- |
| Finalíssima 2022 | Londres | Campeón   | 1        | 0  | 1  |
| Total            | Total   | Total     | 1        | 0  | 1  |

#### Participaciones en Clasificatorias a Copas del Mundo
| Clasificación                                      | Sede            | Resultado    | Partidos | GC | VI |
| -------------------------------------------------- | --------------- | ------------ | -------- | -- | -- |
| Clasificación para la Copa Mundial de la FIFA 2022 | América del Sur | 2.º lugar    | 10       | -3 | 7  |
| Clasificación para la Copa Mundial de la FIFA 2026 | América del Sur | Disputándose | 6        | -2 | 5  |
| Total                                              | Total           | Total        | 12       | -3 | 11 |

### Partidos con la selección mayor de Argentina
| #   | Fecha      | Ciudad              | Local        | Resultado             | Visitante              | Competición                                                      |
| --- | ---------- | ------------------- | ------------ | --------------------- | ---------------------- | ---------------------------------------------------------------- |
| 1.  | 03-06-2021 | Santiago del Estero | Argentina    | 1:1                   | Chile                  | Clasificación de Conmebol para la Copa Mundial de Fútbol de 2022 |
| 2.  | 08-06-2021 | Barranquilla        | Colombia     | 2:2                   | Argentina              | Clasificación de Conmebol para la Copa Mundial de la FIFA 2022   |
| 3.  | 14-06-2021 | Río de Janeiro      | Argentina    | 1:1                   | Chile                  | Copa América 2021                                                |
| 4.  | 18-06-2021 | Brasilia            | Argentina    | 1:0                   | Uruguay                | Copa América 2021                                                |
| 5.  | 21-06-2021 | Brasilia            | Argentina    | 1:0                   | Paraguay               | Copa América 2021                                                |
| 6.  | 03-07-2021 | Goiania             | Argentina    | 3:0                   | Ecuador                | Copa América 2021                                                |
| 7.  | 06-07-2021 | Brasilia            | Argentina    | 1:1 (3:2 PEN)         | Colombia               | Copa América 2021                                                |
| 8.  | 11-07-2021 | Río de Janeiro      | Argentina    | 1:0                   | Brasil                 | Copa América 2021                                                |
| 9.  | 02-09-2021 | Caracas             | Venezuela    | 1:3                   | Argentina              | Clasificación de Conmebol para la Copa Mundial de la FIFA 2022   |
| 10. | 07-10-2021 | Asunción            | Paraguay     | 0:0                   | Argentina              | Clasificación de Conmebol para la Copa Mundial de la FIFA 2022   |
| 11. | 10-10-2021 | Buenos Aires        | Argentina    | 3:0                   | Uruguay                | Clasificación de Conmebol para la Copa Mundial de la FIFA 2022   |
| 12. | 14-10-2021 | Buenos Aires        | Argentina    | 1:0                   | Perú                   | Clasificación de Conmebol para la Copa Mundial de la FIFA 2022   |
| 13. | 12-11-2021 | Montevideo          | Uruguay      | 0:1                   | Argentina              | Clasificación de Conmebol para la Copa Mundial de la FIFA 2022   |
| 14. | 16-11-2021 | San Juan            | Argentina    | 0:0                   | Brasil                 | Clasificación de Conmebol para la Copa Mundial de la FIFA 2022   |
| 15. | 27-01-2022 | Calama              | Chile        | 1:2                   | Argentina              | Clasificación de Conmebol para la Copa Mundial de la FIFA 2022   |
| 16. | 01-02-2022 | Córdoba             | Argentina    | 1:0                   | Colombia               | Clasificación de Conmebol para la Copa Mundial de la FIFA 2022   |
| 17. | 27-09-2022 | New Jersey          | Argentina    | 3:0                   | Jamaica                | Amistoso                                                         |
| 18. | 16-11-2022 | Abu Dabi            | Argentina    | 5:0                   | Emiratos Árabes Unidos | Amistoso                                                         |
| 19. | 22-11-2022 | Lusail              | Argentina    | 1:2                   | Arabia Saudita         | Copa Mundial de la FIFA 2022                                     |
| 20. | 26-11-2022 | Lusail              | Argentina    | 2:0                   | México                 | Copa Mundial de la FIFA 2022                                     |
| 21. | 30-11-2022 | Doha                | Polonia      | 0:2                   | Argentina              | Copa Mundial de la FIFA 2022                                     |
| 22. | 03-12-2022 | Rayán               | Argentina    | 2:1                   | Australia              | Copa Mundial de la FIFA 2022                                     |
| 23. | 09-12-2022 | Lusail              | Países Bajos | 2:2 (2:2 TE, 3:4 PEN) | Argentina              | Copa Mundial de la FIFA 2022                                     |
| 24. | 13-12-2022 | Lusail              | Argentina    | 3:0                   | Croacia                | Copa Mundial de la FIFA 2022                                     |
| 25. | 18-12-2022 | Lusail              | Argentina    | 3:3 (2:2 TE, 4:2 PEN) | Francia                | Copa Mundial de la FIFA 2022                                     |
| 26. | 23-03-2023 | Buenos Aires        | Argentina    | 2:0                   | Panamá                 | Amistoso                                                         |
| 27. | 28-03-2023 | Santiago del Estero | Argentina    | 7:0                   | Curazao                | Amistoso                                                         |
| 28. | 15-06-2023 | Pekín               | Argentina    | 2:0                   | Australia              | Amistoso                                                         |
| 29. | 19-06-2023 | Yakarta             | Indonesia    | 0:2                   | Argentina              | Amistoso                                                         |
| 30. | 07-09-2023 | Buenos Aires        | Argentina    | 1:0                   | Ecuador                | Clasificación de Conmebol para la Copa Mundial de la FIFA 2026   |
| 31. | 12-09-2023 | La Paz              | Bolivia      | 0:3                   | Argentina              | Clasificación de Conmebol para la Copa Mundial de la FIFA 2026   |
| 32. | 12-10-2023 | Buenos Aires        | Argentina    | 1:0                   | Paraguay               | Clasificación de Conmebol para la Copa Mundial de la FIFA 2026   |
| 33. | 17-10-2023 | Lima                | Perú         | 0:2                   | Argentina              | Clasificación de Conmebol para la Copa Mundial de la FIFA 2026   |
| 34. | 16-11-2023 | Buenos Aires        | Argentina    | 0:2                   | Uruguay                | Clasificación de Conmebol para la Copa Mundial de la FIFA 2026   |
| 35. | 21-11-2023 | Río de Janeiro      | Brasil       | 0:1                   | Argentina              | Clasificación de Conmebol para la Copa Mundial de la FIFA 2026   |
| 36. | 22-03-2024 | Filadelfia          | El Salvador  | 0:3                   | Argentina              | Amistoso                                                         |
| 37. | 09-06-2024 | Chicago             | Argentina    | 1:0                   | Ecuador                | Amistoso                                                         |
| 38. | 14-06-2024 | Landover            | Guatemala    | 1:4                   | Argentina              | Amistoso                                                         |
| 39. | 20-06-2024 | Atlanta             | Argentina    | 2:0                   | Canadá                 | Copa América 2024                                                |
| 40. | 25-06-2024 | East Rutherford     | Argentina    | 1:0                   | Chile                  | Copa América 2024                                                |
| 41. | 29-06-2024 | Miami               | Perú         | 0:2                   | Argentina              | Copa América 2024                                                |
| 42. | 04-07-2024 | Houston             | Argentina    | 1:1 (4:2 PEN)         | Ecuador                | Copa América 2024                                                |
| 43. | 09-07-2024 | East Rutherford     | Canadá       | 0:2                   | Argentina              | Copa América 2024                                                |
| 44. | 14-07-2024 | Miami               | Argentina    | 1:0 (1:0 TE)          | Colombia               | Copa América 2024                                                |
| 45. | 05-09-2024 | Buenos Aires        | Argentina    | 3:0                   | Chile                  | Clasificación de Conmebol para la Copa Mundial de la FIFA 2026   |
| 46. | 10-09-2024 | Barranquilla        | Colombia     | 2:1                   | Argentina              | Clasificación de Conmebol para la Copa Mundial de la FIFA 2026   |

## Estilo de juego
Considerado como uno de los mejores porteros del mundo, Martínez es conocido por su capacidad de distribución y detención de disparos. También ha destacado por su estilo pasional y bravuconería en la portería, así como por su técnica y mentalidad a la hora de detener los tiros penales, lo que le generó notoriedad.
Sin embargo, el papel de Martínez fue más allá de simplemente parar los penaltis, sino también utilizar tácticas psicológicas para distraer e intimidar a los lanzadores de penaltis rivales. Matt Pyzdrowski describiría de la siguiente manera el estilo de Martínez: "en situaciones de penaltis, Martínez tiene uno de los enfoques más agresivos y disruptivos que jamás hayas visto. Su objetivo final es poner la mayor presión posible sobre el lanzador y crear un momento de vacilación o duda durante su carrera. Y como hemos visto una y otra vez en los últimos años, funciona".
El enfoque de Martínez en los penaltis ha recibido críticas por falta de deportividad. El portero francés Hugo Lloris, que participó en la misma tanda de penaltis con Martínez y Argentina en la final de la Copa Mundial de la FIFA 2022, afirmaría más tarde "hay algunas cosas que no puedo hacer. Hacer el ridículo en la portería, poner nerviosos a mis oponentes, cruzar esa línea... Soy un hombre demasiado racional y honesto para ir por ese camino".

## Polémicas
En la semifinal de la Copa América 2021 contra Colombia, sometió a varios de los lanzadores de penales colombianos a provocaciones. Tres de los jugadores colombianos (Dávinson Sánchez, Yerry Mina y Edwin Cardona) vieron sus penales atajados, lo que permitió a Argentina avanzar a la final.
Generó polémica tras ganar el Guante de Oro, durante la ceremonia de entrega de premios de la Copa Mundial de la FIFA 2022, ya que se llevó el trofeo a sus genitales, señalando hacia el público, para después agitarlo frenéticamente en el aire. Cuando le preguntaron qué lo había motivado a ello, respondió que fue debido a los constantes abucheos por parte de los aficionados franceses. El gesto causó revuelo, y varios medios internacionales afirmaron que había sido un «gesto vulgar». Sin embargo, periodistas argentinos remarcaron que efectuó un gesto similar al recibir el premio al mejor arquero en la Copa América 2021, siendo esta otra de las múltiples cábalas del equipo.
Durante las celebraciones en Buenos Aires por la obtención de la Copa Mundial de Fútbol 2022, los aficionados le regalaron un muñeco que personificaba a un bebé con la cara del jugador francés Kylian Mbappé; Martínez gesticuló la palabra «silencio» situando su dedo índice sobre los labios, aludiendo a lo ocurrido en el vestuario.
En la doble fecha de septiembre de 2024 para las eliminatorias a la Copa Mundial de 2026, Martínez estuvo involucrado en 2 incidentes. El primero fue cuando se agarró una réplica del trofeo de la Copa América a la ingle después de que Argentina ganara ante Chile el 5 de septiembre, mientras que en el segundo empujó a un camarógrafo después de que este lo molestara  el 10 de septiembre de 2024. Debido a eso, el 27 de septiembre de 2024, la FIFA prohibió a Martínez participar en dos partidos (la doble fecha de octubre) por "comportamiento ofensivo y violación del juego limpio".

## Homenajes
En mayo de 2023, los paleontólogos argentinos de la Universidad de Buenos Aires, Guillermo F. Turazzini y Raúl O. Gómez, describieron una nueva especie de escuerzo fósil llamada Lepidobatrachus dibumartinez, en honor a Martínez, a modo de «homenaje al arquero de la Selección de fútbol de Argentina Emiliano "Dibu" Martínez, por haber tenido un rol esencial en la obtención del Campeonato Mundial 2022». El trabajo fue publicado en la revista especializada Journal of Vertebrate Paleontology.

## Vida privada
El 22 de mayo de 2017 contrajo matrimonio con su novia, Amanda «Mandinha» Gama, a quien conoció en Londres en el año 2009, durante su paso por el Arsenal. La pareja tuvo su primer hijo, Santiago, en junio de 2018. En julio de 2021 nació su segunda hija, Ava, a quien su madre dio a luz mientras Emiliano estaba de viaje con la selección para disputar la Copa América.
Su apodo «Dibu» surgió cuando tan solo era un niño y se debe a su parecido con el protagonista homónimo de la serie argentina Mi familia es un dibujo.

## Estadísticas

### Clubes
Actualizado al último partido disputado el 10 mayo de 2025.
| Oxford United F. C. Inglaterra           | 4.ª           | 2011-12       | 1   | 3   | 0  | 0  | ―  | ―  | 1   | 3   |
| Oxford United F. C. Inglaterra           | Total club    | Total club    | 1   | 3   | 0  | 0  | 0  | 0  | 1   | 3   |
| Arsenal F. C. Inglaterra                 | 1.ª           | 2012-13       | 0   | 0   | 2  | 6  | 0  | 0  | 2   | 6   |
| Sheffield Wednesday F. C. Inglaterra     | 2.ª           | 2013-14       | 11  | 14  | 4  | 5  | ―  | ―  | 15  | 19  |
| Sheffield Wednesday F. C. Inglaterra     | Total club    | Total club    | 11  | 14  | 4  | 5  | 0  | 0  | 15  | 19  |
| Arsenal F. C. Inglaterra                 | 1.ª           | 2014-15       | 4   | 4   | 0  | 0  | 2  | 1  | 6   | 5   |
| Rotherham United F. C. Inglaterra        | 2.ª           | 2014-15       | 6   | 7   | 0  | 0  | ―  | ―  | 6   | 7   |
| Rotherham United F. C. Inglaterra        | Total club    | Total club    | 6   | 7   | 0  | 0  | 0  | 0  | 6   | 7   |
| Wolverhampton Wanderers F. C. Inglaterra | 2.ª           | 2015-16       | 13  | 17  | 2  | 2  | ―  | ―  | 15  | 19  |
| Wolverhampton Wanderers F. C. Inglaterra | Total club    | Total club    | 13  | 17  | 2  | 2  | 0  | 0  | 15  | 19  |
| Arsenal F. C. Inglaterra                 | 1.ª           | 2016-17       | 2   | 3   | 3  | 2  | 0  | 0  | 5   | 5   |
| Getafe C. F. · España                    | 1.ª           | 2017-18       | 5   | 7   | 2  | 4  | ―  | ―  | 7   | 11  |
| Getafe C. F. · España                    | Total club    | Total club    | 5   | 7   | 2  | 4  | 0  | 0  | 7   | 11  |
| Arsenal F. C. Inglaterra                 | 1.ª           | 2018-19       | 0   | 0   | 0  | 0  | 1  | 0  | 1   | 0   |
| Reading F. C. Inglaterra                 | 2.ª           | 2018-19       | 18  | 23  | 0  | 0  | ―  | ―  | 18  | 23  |
| Reading F. C. Inglaterra                 | Total club    | Total club    | 18  | 23  | 0  | 0  | 0  | 0  | 18  | 23  |
| Arsenal F. C. Inglaterra                 | 1.ª           | 2019-20       | 9   | 9   | 8  | 8  | 6  | 7  | 23  | 24  |
| Arsenal F. C. Inglaterra                 | 1.ª           | 2020-21       | 0   | 0   | 1  | 1  | 0  | 0  | 1   | 1   |
| Arsenal F. C. Inglaterra                 | Total club    | Total club    | 15  | 16  | 14 | 17 | 9  | 8  | 38  | 41  |
| Aston Villa F. C. Inglaterra             | 1.ª           | 2020-21       | 38  | 46  | 0  | 0  | ―  | ―  | 38  | 46  |
| Aston Villa F. C. Inglaterra             | 1.ª           | 2021-22       | 36  | 48  | 1  | 1  | ―  | ―  | 37  | 49  |
| Aston Villa F. C. Inglaterra             | 1.ª           | 2022-23       | 36  | 38  | 1  | 1  | ―  | ―  | 37  | 39  |
| Aston Villa F. C. Inglaterra             | 1.ª           | 2023-24       | 34  | 48  | 3  | 3  | 10 | 10 | 48  | 61  |
| Aston Villa F. C. Inglaterra             | 1.ª           | 2024-25       | 35  | 48  | 4  | 4  | 12 | 12 | 51  | 65  |
| Aston Villa F. C. Inglaterra             | Total club    | Total club    | 179 | 229 | 9  | 9  | 22 | 22 | 201 | 261 |
| Total carrera                            | Total carrera | Total carrera | 248 | 316 | 31 | 37 | 31 | 30 | 301 | 383 |
| (1)Hace referencia a goles recibidos.    |               |               |     |     |    |    |    |    |     |     |

### Selección nacional
- Actualizado al 10 de junio de 2025.

| Selección | Año           | Amistosos | Amistosos | Amistosos | Eliminatorias | Eliminatorias | Eliminatorias | Copa América(1) | Copa América(1) | Copa América(1) | Finalissima | Finalissima | Finalissima | Mundial(2) | Mundial(2) | Mundial(2) | Total | Total | Total |
| Selección | Año           | Part.     | GR        | VI        | Part.         | GR            | VI            | Part.           | GR              | VI              | Part.       | GR          | VI          | Part.      | GR         | VI         | Part. | GR    | VI    |
| --- | ------------- | --------- | --------- | --------- | ------------- | ------------- | ------------- | --------------- | --------------- | --------------- | ----------- | ----------- | ----------- | ---------- | ---------- | ---------- | ----- | ----- | ----- |
| Sub-17 Argentina                                                                                                | 2009          | ―         | ―         | ―         | ―             | ―             | ―             | 5               | -4              | 2               | ―           | ―           | ―           | 3          | -4         | 1          | 8     | -8    | 3     |
| Sub-17 Argentina                                                                                                | Total         | ―         | ―         | ―         | ―             | ―             | ―             | 5               | -4              | 2               | ―           | ―           | ―           | 3          | -4         | 1          | 8     | -8    | 3     |
| Absoluta Argentina                                                                                              | 2021          | ―         | ―         | ―         | 8             | -2            | 6             | 6               | -2              | 4               | ―           | ―           | ―           | ―          | ―          | ―          | 14    | -4    | 10    |
| Absoluta Argentina                                                                                              | 2022          | 2         | 0         | 2         | 2             | -1            | 1             | ―               | ―               | ―               | 1           | 0           | 1           | 7          | -8         | 3          | 12    | -9    | 7     |
| Absoluta Argentina                                                                                              | 2023          | 4         | 0         | 4         | 6             | -2            | 5             | ―               | ―               | ―               | ―           | ―           | ―           | ―          | ―          | ―          | 10    | -2    | 9     |
| Absoluta Argentina                                                                                              | 2024          | 3         | 1         | 2         | 4             | -4            | 2             | 6               | -1              | 5               | ―           | ―           | ―           | ―          | ―          | ―          | 13    | -6    | 9     |
| Absoluta Argentina                                                                                              | 2025          | 0         | 0         | 0         | 4             | -2            | 2             | ―               | ―               | ―               | ―           | ―           | ―           | 0          | 0          | 0          | 4     | -2    | 2     |
| Absoluta Argentina                                                                                              | Total         | 9         | 1         | 8         | 24            | -11           | 16            | 12              | -3              | 9               | 1           | 0           | 1           | 7          | -8         | 3          | 53    | -23   | 37    |
| Total carrera                                                                                                   | Total carrera | 9         | 1         | 8         | 24            | -11           | 16            | 17              | -7              | 11              | 1           | 0           | 1           | 10         | -12        | 4          | 61    | -31   | 40    |
| (1) Incluye datos del Sudamericano Sub-17 (2009). (2) Incluye datos de la Copa Mundial de Fútbol Sub-17 (2009). |               |           |           |           |               |               |               |                 |                 |                 |             |             |             |            |            |            |       |       |       |

## Palmarés y distinciones individuales

### Campeonatos nacionales
| Título           | Club          | Año  |
| ---------------- | ------------- | ---- |
| Community Shield | Arsenal F. C. | 2014 |
| FA Cup           | Arsenal F. C. | 2015 |
| Community Shield | Arsenal F. C. | 2015 |
| FA Cup           | Arsenal F. C. | 2017 |
| FA Cup           | Arsenal F. C. | 2020 |
| Community Shield | Arsenal F. C. | 2020 |

### Campeonatos internacionales
| Título                  | Equipo                 | Sede           | Año  |
| ----------------------- | ---------------------- | -------------- | ---- |
| Copa América            | Selección de Argentina | Brasil         | 2021 |
| Finalissima             | Selección de Argentina | Londres        | 2022 |
| Copa Mundial de la FIFA | Selección de Argentina | Catar          | 2022 |
| Copa América            | Selección de Argentina | Estados Unidos | 2024 |

### Distinciones individuales
| Distinción                                                              | Año              |
| Club                                                                    | Club             |
| ----------------------------------------------------------------------- | ---------------- |
| Jugador del año en el Aston Villa                                       | 2021             |
| Jugador del mes de enero del Aston Villa                                | 2024             |
| Equipo ideal de la Premier League por The Athletic (The New York Times) | 2024             |
| Mejor atajada del mes de diciembre de la Premier League                 | 2024             |
| Mejor atajada de la temporada de la Premier League                      | 2025             |
| Jugador del partido                                                     |                  |
| Jugador del partido vs. Colombia (Copa América)                         | 2021             |
| Jugador del partido vs. Ecuador (Copa América)                          | 2024             |
| Torneos                                                                 |                  |
| Guante de Oro (Copa América)                                            | 2021, 2024       |
| Guante de Oro (Copa Mundial de la FIFA)                                 | 2022             |
| Equipo ideal de la Copa América                                         | 2021, 2024       |
| France Football                                                         |                  |
| Nominado al Balón de Oro                                                | 2023, 2024       |
| Nominado al Trofeo Yashin (6.º)                                         | 2021, 2025       |
| Ganador del Trofeo Yashin                                               | 2023, 2024       |
| FIFA                                                                    |                  |
| Premio The Best FIFA: Mejor arquero del mundo                           | 2022, 2024       |
| The Best FIFA 11                                                        | 2024             |
| IFFHS                                                                   |                  |
| 4.º Mejor portero del mundo según la IFFHS                              | 2021             |
| 2.º Mejor portero del mundo según la IFFHS                              | 2022             |
| 2.º Mejor portero del mundo según la IFFHS                              | 2023             |
| Equipo ideal de la Copa América por IFFHS                               | 2024             |
| Equipo Ideal Mundial por IFFHS                                          | 2024             |
| Mejor arquero del mundo por la IFFHS                                    | 2024             |
| Medios Deportivos                                                       |                  |
| Parte de los 100 mejores jugadores del mundo según The Guardian         | 2022, 2023, 2024 |
| Premio Olimpia de Oro                                                   | 2024             |
| Futbolista argentino del año                                            | 2024             |